# Allahyarlı (Masallı)
Allahyarlı è un comune dell'Azerbaigian situato nel distretto di Masallı.   